# محطة قطارات صعيد مصر
محطة قطارات صعيد مصر أو محطة بشتيل هي محطة قطارات تقع في الجيزة،مصر.المحطة ستكون بديلة لمحطة مصر برمسيس،حيث ستكون بداية ونهاية قطارات خط الصعيد بها، ويستهدف المشروع تخفيف الضغط والزحام في وسط البلد وستكون المحطة الجديدة مجاورة لمحطة مترو إمبابة الجارى إنشائها حالياً ضمن المرحلة الثالثة من الخط الثالث للمترو كما ستكون المحطة قريبة من مسار الخط الثاني مونوريل القاهرة الكبرى. من المخطط الإنتهاء من المرحلة الأولى في نهاية 2022.
تبلغ تكلفة المرحلة الأولى 350 مليون جنيه وهي تشمل المحطة البالغ مساحتها، 36 فدانا ومجمع ورش لصيانة العربات والجرارات،.وتضم المرحلة الثانية من المحطة، إقامة 10 أبراج سكنية، مجاورة لمبنى المحطة، إضافة إلى إنشاء 2 فندق على الطراز الفرعوني، تصنيف 3 نجوم.وتقدر تكلفة الإجمالي للمرحلتين الأولى والثانية، بنهاية فترة التنفيذ بنحو 4.7 مليار جنيه، تمويل ذاتي من موارد هيئة السكة الحديد.

## أنظر أيضًا
- محطة مصر.
- محطة عدلي منصور المركزية.